# Bear Creek (comtat de Waupaca)
Bear Creek és una població del Comtat de Waupaca (Wisconsin) als Estats Units d'Amèrica. Segons el cens dels Estats Units del 2000 tenia 838 habitants.

## Demografia
Segons el cens del 2000, Bear Creek tenia 838 habitants, 279 habitatges, i 234 famílies. La densitat de població era de 8,8 habitants per km².
Dels 279 habitatges en un 38% hi vivien nens de menys de 18 anys, en un 75,6% hi vivien parelles casades, en un 3,9% dones solteres, i en un 15,8% no eren unitats familiars. En l'11,1% dels habitatges hi vivien persones soles el 6,5% de les quals corresponia a persones de 65 anys o més que vivien soles. El nombre mitjà de persones vivint en cada habitatge era de 3 i el nombre mitjà de persones que vivien en cada família era de 3,2.
Per edats la població es repartia de la següent manera: un 29,1% tenia menys de 18 anys, un 8,2% entre 18 i 24, un 30,3% entre 25 i 44, un 19,5% de 45 a 60 i un 12,9% 65 anys o més.
L'edat mediana era de 35 anys. Per cada 100 dones de 18 o més anys hi havia 112,1 homes.
La renda mediana per habitatge era de 45.227 $ i la renda mediana per família de 48.056 $. Els homes tenien una renda mediana de 32.917 $ mentre que les dones 21.836 $. La renda per capita de la població era de 16.663 $. Aproximadament el 5,6% de les famílies i el 8,2% de la població estaven per davall del llindar de pobresa.